# Василь Лакапін
Василь Лакапін (бл. 925 — бл. 985) — державний, військовий та політичний діяч Візантійської імперії. Мав прізвисько «Ноф» (Байстрюк).

## Життєпис
Походив з роду Лакапінів. Позашлюбний син імператора Романа I від наложниці, можливо, слов'янського походження. Народився близько 925 року. Невдовзі його було кастровано, щоб не міг претендувати на трон. Згодом стає євнухом в імператорському палаці. Піднесення Василя починається після повалення батька у 944 році. Тоді ж стає протовестіарієм (церемонімейстером). У 945 році сприяв імператору Костянтинові VII в поваленні своїх зведених братів-імператорів Стефана і Костянтина Лаккапінів. За це отримав посаду василіка та титул патрикія. Невдовзі призначається парадинастейоном (на кшталт прем'єр-міністра) та протосом (очільником) константинопольського сенату.
У 946 році призначається великим наставником (мегабайолом) спадкоємця трону Романа. У 947 році стає паракимоненом. Цим завершується збирання посад і влади Василем Лакапіном, який стає найвпливовішим сановником імперії. У 956 році вступив у конфлікт з константинопольським патріархом Поліектом, якого намагався повалити, проте марно.
У 958 році брав участь у військовій кампанії Іоанна Цимісхія проти арабських еміратів в Малій Азії. На чолі власного загону розгромив противника в битві за Самосату. У полон до візантійців потрапило близько 2 тис. арабських воїнів. За цю перемогу Василь був удостоєний тріумфу, який пишно пройшов на іподромі в Константинополі.
У 959 році після смерті імператора Костянтина VII Василя Лакапіна було позбавлено посади, замість нього паракимоненом став євнух Йосип Врінга, очільник партії константинопольського чиновництва. Можливо, брав участь в отруєнні імператора Романа II, після смерті якого у серпні того ж року підтримав заколот військовика Никифора Фоки. На чолі власного загону в 3 тис. вояків Лакапін захопив Константинополь, завдавши поразки Маріану Аргиру та його союзнику Йосипові Врінзі. Завдяки цьому Фока увійшов до столиці імперії й став володарем. Василя було відновлено на усіх попередніх посадах, а також надано титул проедра.
Василь Лакапін став другою особою в Візантії. Поки Никифор II займався армією і військовими походами, Лакапін керував внутрішньою політикою. Він добре заробив на спекуляції з державним хлібом і незабаром став одним з найбагатших людей в країні. Але у грудні 969 року імператора вбив у власному палаці Іоанн Цимісхій. У цьому вирі подій Василю, що не брав прямої участі в усуненні Никифора II, вдалося зберегти своє становище при дворі. Воно навіть посилилося завдяки тому, що паракимонен допоміг новому імператору позбутися прихильників Никифора II Фока і поставити своїх людей на ключові посади.
За Іоанна I й далі фактично керував цивільними справами, оскільки імператор займався походами. Водночас Лакапін встановив контроль над усіма податками в імперії. У 971 році Василь Лакапін брав участь у військовому поході проти Київського князя Святослава, що захопив значну частину Болгарії. Паракимонен керував обозом, забезпечував постачання війська. Поступово зростало невдоволення ремісників, купців та знаті діяльністю Василя Лакапіна, якого намагалися відсторонити від посад. Існує версія, що Василь отруїв імператора, оскільки той планував позбавити Василя владних повноважень.
Після смерті Іоанна I у 976 році Василь Лакапін допоміг прийти до влади братам Василю II і Костянтину VIII, але оскільки вони були молоді, уся влада перейшла до Василя. Це викликало невдоволення місцевої знаті. Зрештою вони призвели до потужного повстання на чолі з Бардою Скліром. Для його придушення Лакапін повернув із заслання Барду Фоку, який у 979 році переміг Скліра. З цього часу влада паракимонена Василя Лакапіна досягла максимуму.
Лакапін заохочував фривольне життя молодих імператорів. Але потроху Василь II став повертати собі імператорські обов'язки, поки в 985 році не оголосив про те, що паракимомен Василь Лакапін не усунутий зі своєї посади. Він звинуватив сановника в підбурюванні до заколоту і спробі отруєння імператора. В одну ніч було конфісковано все майно Василя, відібрані всі його землі. Закони, прийняті паракимоненом, були визнані недійсними. Навіть заснований Лакапіном монастир був знесено, щоб не залишилося жодних слідів його колишньої могутності.
Позбавлений влади і багатства Василь був відправлений на заслання. Його вигнали за стіни Константинополя і змусили жебраком поневірятися шляхами, вимолюючи прожиток. Слава користолюбця й винуватця бідності простолюдинів йшла попереду нього. Селяни відмовляли йому в їжі, не пускали на нічліг. Голодний і змучений, він ходив від одних закритих перед ним дверей до других, поки не помер від знемоги на узбіччі.

## Меценатство
Василь Лакапін протегував мистецтву і літературі. Саме він вважається замовником лімбурзького релікварію — видатного твору візантійського церковного і ювелірного мистецтва Х століття, з частинами Животворного Хреста Господнього, що зберігаються в ньому. Також за його наказом для монастиря Святого Василя в Константинополі були створені багато прикрашені дискос і потир для богослужіння, які після захоплення міста хрестоносцями в 1204 році були перевезені в базиліку Святого Марка в Венеції.
Сам Василь Лакапін залишив після себе трактат про ведення війни на морі, названий «Тактика» (тепер зберігається в Амброзіанській бібліотеці Мілану). Втім вважається, що ця праця була посвятою невідомого автора-флотоводця Лакапінові.